# Diocèse de Neuquén
Le diocèse de Neuquén (en latin : Dioecesis Neuqueniana ; en espagnol : Diócesis de Neuquén) est un diocèse de l'Église catholique en Argentine, suffragant de l'archidiocèse de Mendoza. 

## Territoire
Il comprend toute la province de Neuquén avec un territoire d'une superficie de 94 078 km2 divisé en 53 paroisses. Le siège épiscopal est dans la ville de Neuquén où se trouve la cathédrale de Marie-Auxiliatrice.

## Histoire
Le diocèse est érigé le 10 avril 1961 par la constitution apostolique Centenarius annus du pape Jean XXIII en prenant une partie du territoire du diocèse de Viedma. Il est nommé suffragant de l'archidiocèse de Mendoza dès sa création.
Par la lettre apostolique Extremam regionem du 22 novembre 1962, Jean XXIII proclame que saint François de Sales est le patron principal du diocèse.

## Évêques
- Jaime Francisco de Nevares, S.D.B (12 juin 1961 - 14 mai 1991)
- Agustín Radrizzani, S.D.B (14 mai 1991 - 24 avril 2001) nommé évêque de Lomas de Zamora
- Marcelo Melani, S.D.B (9 janvier 2002 - 8 novembre 2011)
- Virginio Bressanelli, S.C.I (8 novembre 2011 - 3 août 2017)
- Fernando Croxatto depuis le 3 août 2017